# Roberto Mistretta

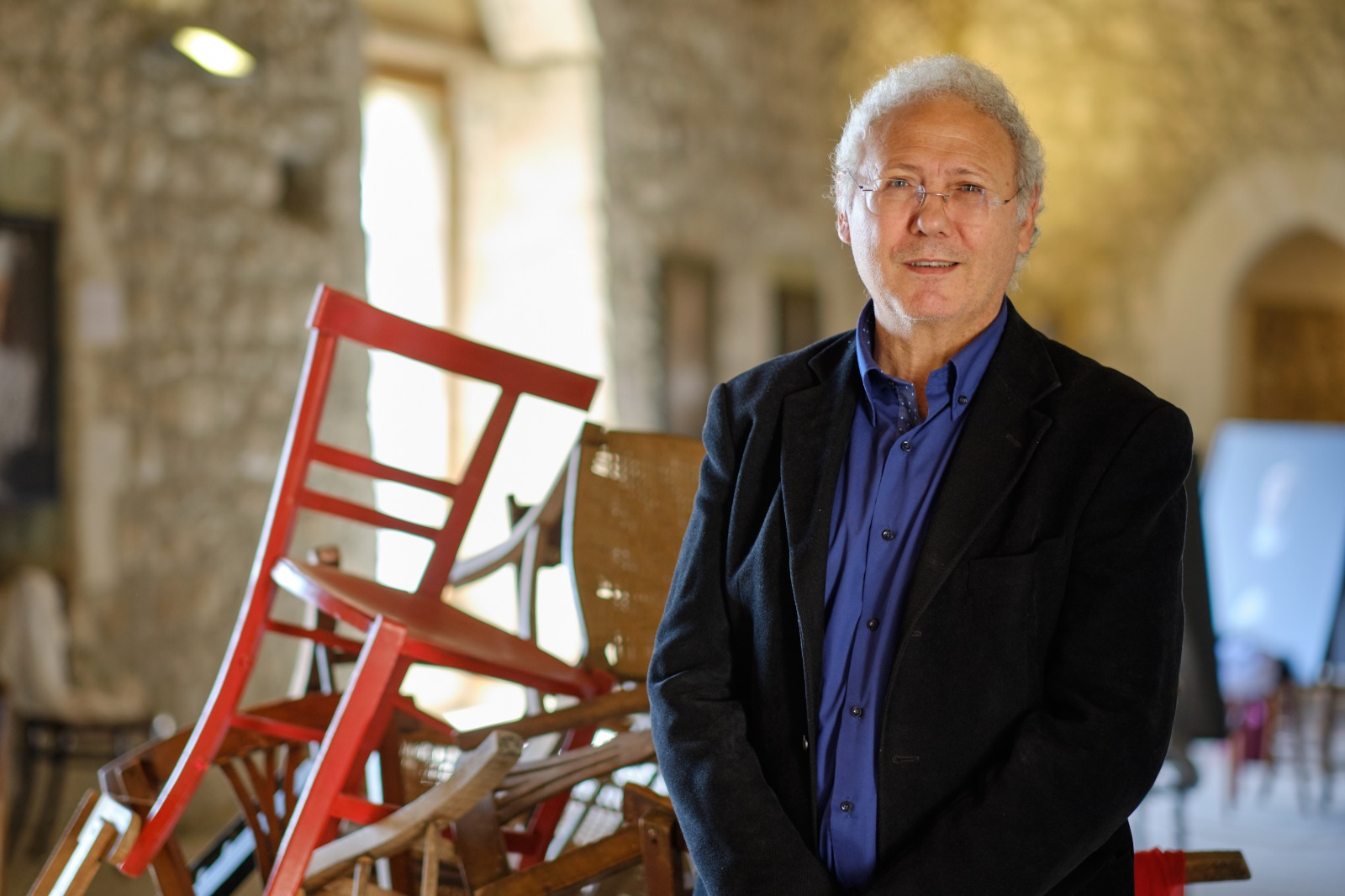
Roberto Mistretta

Roberto Mistretta (* 1963 in Mussomeli) ist ein italienischer Schriftsteller, Kinderbuch-, Drehbuch- und Krimiautor.

## Leben
Geboren wurde Mistretta in Sizilien in der Gemeinde Mussomeli (Provinz Caltanissetta). Nach seinem Abschluss im Fach Journalismus schrieb er zunächst für die Zeitung La Sicilia aus Catania. Mit dem Kinderbuch Il mistero delle ombre rubate gewann er 2003 den Preis Premio Giovanni Arpino. Zu der Reihe der Kinderbücher in der Edition Le parole d’oro des Verlags Terzo Millenio gehören zudem die Werke Ladro funesto und Lilly il lenzuolino volante. Im gleichen Verlag erschien zu dem die Edition Punto e Virgola, zu der Mistretta die Bücher Fiammella di luce und La cascata dell’acqua ribelle beisteuerte.
Zu seinen bekanntesten Werken in Deutschland gehören die Geschichten um den Maresciallo Bonanno aus dem sizilianischen, aber fiktiven Ort Villabosco, der nach seiner Scheidung mit seiner heranwachsenden Tochter alleine steht. Bisher sind vier Folgen der Reihe erschienen.

## Werke

### Maresciallo Bonanno
- 2001: Non crescere troppo, dt.: Das falsche Spiel des Fischers: Maresciallo Bonanno sucht nach Regeln (2006), Übersetzt von Katharina Schmidt, Bastei Lübbe Verlag, ISBN 978-3-404-92249-9
- 2002: l canto dell’upupa, dt.: Die dunkle Botschaft des Verführers: Maresciallo Bonanno ringt um Fassung (2007), Übersetzt von Katharina Schmidt, Bastei Lübbe Verlag, ISBN 978-3-404-92292-5
- 2003: Il Diadema di Pietra, dt.: Der kalte Blick der Rache: Maresciallo Bonanno sehnt sich nach Gerechtigkeit (2008), Übersetzt von Katharina Schmidt, Bastei Lübbe Verlag, ISBN 978-3-404-16353-3
- 2003: l Baiardo della Veronica, dt.: Tödliches Gelübde: Maresciallo Bonanno stößt auf Schweigen (2009), Übersetzt von Katharina Schmidt, Bastei Lübbe Verlag, ISBN 978-3-404-16329-8

### Kinderbücher
- 2002: Ladro funesto, Terzo Millennio Editore, ISBN 978-88-8436044-1
- 2002: Lilly il lenzuolino volante, Terzo Millennio Editore, ISBN 978-88-8436043-4
- 2002: Il mistero delle ombre rubate, Terzo Millennio Editore, ISBN 978-88-8436042-7
- 2003: Fiammella di luce, Terzo Millennio Editore, ISBN 978-88-8436068-7
- 2003: La cascata dell’acqua ribelle, Terzo Millennio Editore, ISBN 978-88-8436070-0

### Weitere Werke
- 2005: Sordide note infernali, Todaro, ISBN 978-88-8698160-6
- 2005: La spirale di Archimede, Edizioni Angolo Manzoni
- 2009: Onkel Binnu, Hörspiel des WDR zur Festnahme von Bernardo Provenzano[2]
- 2011: Giudici di frontiera. Interviste in terra di mafia, Sciascia, ISBN 978-88-8241368-2
- 2013: Il miracolo di don Puglisi, Edizioni Anordest, ISBN 978-88-9674-270-9